# Institut für Politische Wissenschaft Erlangen
Das Institut für Politische Wissenschaft ist das politikwissenschaftliche Institut der Friedrich-Alexander-Universität Erlangen-Nürnberg mit Sitz in der Kochstraße 4 in Erlangen. Das Institut ist im Department Sozialwissenschaften und Philosophie der Philosophischen Fakultät eingegliedert. Es wurde 1961 von Waldemar Besson gegründet und war anfangs im Erlanger Schloß beheimatet. Es ist das größte politikwissenschaftliche Institut Nordbayerns.

## Organisation und Studium
Das Institut für Politische Wissenschaft gliedert sich in vier Lehrstühle und zwei Professuren. Neben den Lehrstühlen für die klassischen politikwissenschaftliche Felder der Politischen Theorie, der Vergleichenden Politikwissenschaft und in Erlangen zum Nahen Osten, existiert seit 2009 der deutschlandweit einzige Lehrstuhl für Menschenrechte und Menschenrechtspolitik. Am Nürnberger Campus der Philosophischen Fakultät der FAU („Campus Regensburger Straße“) ist das Institut mit einer Abteilung für die politikwissenschaftliche Lehramtsausbildung vertreten.
Neben dem Bachelor- und Master-Studiengang Politische Wissenschaft sowie den Lehramtsstudiengängen für Sozialkunde werden am Institut der Master in Human Rights sowie in Zusammenarbeit mit anderen Instituten der Master in Nahoststudien angeboten. Etwa 1.000 Personen studieren am Institut.
Das Institut ist zusammen mit weiteren bayerischen Universitäten ein Teil des Bayerischen Zentrums für Politische Theorie mit dem dazugehörigen Bayerischen Promotionskolleg für Politische Theorie.

## Bibliotheken und Forschungsstellen
Das Institut verfügt über eine eigene Institutsbibliothek als Teil der Universitätsbibliothek Erlangen-Nürnberg mit rund 35.000 Bänden.
Angeschlossen an das Institut sind zwei Forschungsstellen, die interessierten Forschern für wissenschaftliche Zwecke zur Verfügung stehen: Das Gerlach-Archiv mit 17.000 Dokumenten ist der Nachlass des preußischen Politikers Ernst Ludwig von Gerlach, zu dem auch Teile des Familienarchivs von Raumer gehören. Ebenfalls zum Institut gehört die Privatbibliothek des deutsch-amerikanischen Philosophen Eric Voegelin mit 5.000 Bänden (siehe Eric Voegelin-Bibliothek).

## Persönlichkeiten des Instituts (Auswahl)
| - Gotthard Jasper - Waldemar Besson - Wolf-Dieter Narr - Kurt Tudyka - Kurt Lenk - Jürgen Gebhardt | - Johannes Görg - Roland Sturm - Heinrich Pehle - Heiner Bielefeldt - Thomas Demmelhuber - Clemens Kauffmann | - Alexander Schölch - Thomas Philipp - Christoph Schumann - Howard Loewen - Omar Kamil - Stefan Fröhlich | - Konrad Löw - Tilo Schabert - Armin Scherb - Johannes Varwick - Heinz-Volker Rausch - Mark R. Thompson | - Petra Bendel - Bettina Westle - Sabine Kropp - Stephan Bierling - Andreas M. Rauch - Klaus Rothe | - Klaus Brummer - Michaela Pfadenhauer - Friedrich von Krosigk - Julia Oberhofer - Petra Zimmermann-Steinhart - Marco Bünte |